# Грундхоф
Грундхоф (нем. Grundhof) — община в Германии, в земле Шлезвиг-Гольштейн. 
Входит в состав района Шлезвиг-Фленсбург. Подчиняется управлению Лангбаллиг.  Население составляет 885 человек (на 31 декабря 2010 года). Занимает площадь 11,56 км².